# 馬蒂爾山
66°59′S 51°8′E / 66.983°S 51.133°E
馬蒂爾山是南極洲的山峰，位於恩德比地，屬於圖拉山脈的一部分，處於德格費爾特山以東2公里，該山峰根據澳大利亞探險隊拍攝的空中照片被繪入地圖。